# Стеллецький Микола Семенович
Мико́ла Семе́нович Стелле́цький (1862 — 1919) — священник, автор історико-богословських праць, професор Харківського університету, вбитий більшовиками.

## Біографія
Народився в сім'ї священника. Закінчив Харківську духовну семінарію. У 1888 році закінчив Київську духовну академію (кандидат богослов'я). Стеллецького залишили при академії для підготовки до професорського звання.
З 1896 року був протоієреєм собору Святої Софії, з 1909 — професор і завідувач кафедри богослов'я Харківського університету. Влітку 1919 року Харківською надзвичайною комісією був взятий заложником, згодом був перевезений до Сум, де по-звірячому вбитий.

## Праці
- Странствующий украинский философ Григорий Савич Сковорода. — К., 1894. (рос.)
- Харьковский коллегиум до преобразования. — К., 1895. (рос.)
- Протоиерей А. А. Самборский — законоучитель императора Александра I. — К., 1897. (рос.)
- О значении Киева как религиозного центра православной России. — К., 1897. (рос.)
- Значение Церкви и ее школы в решении вопроса о всеобщем образовании. — К., 1898. (рос.)
- Князь А. Н. Голицын и его церковно-государственная деятельность. — К., 1901. (рос.)
- Очерки нравственно-христианского нравоучения. — К., 1901. (рос.)
- Религиозно-нравственное миросозерцание Гоголя // Труды Киевской духовной академии. — К., 1902. (рос.)
- Современное декадентство и христианство. — К., 1909. (рос.)
- Социализм — его история и критическая оценка с христианской точки зрения. — К., 1905. (рос.)
- Новейший социализм и христианство. — Х., 1912. (рос.)
- Опыт нравственного православного богословия в апологетическом освещении. — Т. 1-2. — Х., 1914—1916. (рос.)